# Municipio de Colfax (condado de Page)
El municipio de Colfax (en inglés: Colfax Township) es un municipio ubicado en el condado de Page en el estado estadounidense de Iowa. En el año 2010 tenía una población de 187 habitantes y una densidad poblacional de 2,31 personas por km².

## Geografía
El municipio de Colfax se encuentra ubicado en las coordenadas 40°36′59″N 95°12′7″O / 40.61639, -95.20194. Según la Oficina del Censo de los Estados Unidos, el municipio tiene una superficie total de 80.92 km², de la cual 80,92 km² corresponden a tierra firme y (0 %) 0 km² es agua.

## Demografía
Según el censo de 2010, había 187 personas residiendo en el municipio de Colfax. La densidad de población era de 2,31 hab./km². De los 187 habitantes, el municipio de Colfax estaba compuesto por el 100 % blancos. Del total de la población el 0 % eran hispanos o latinos de cualquier raza.